# Northeast Asian History Foundation
La Northeast Asian History Foundation (동북아역사재단?, 東北亞歷史財團?, Dongbug-a-yeoksajaedanLR) o NAHF è un'organizzazione pubblica fondata nel 2006 dal governo sudcoreano per occuparsi delle controversie storiche e territoriali tra Corea, Cina e Giappone. La sede si trova nel distretto di Seodaemun, a Seul. 

## Storia
Già nel 2005 viene proposto un disegno di legge atto alla fondazione di un istituto dedicato allo studio e alla ricerca nell'ambito della storia dell'Asia nordorientale. Nel maggio del 2006 la legge viene approvata, e più tardi viene formata una commissione delegata alla creazione della fondazione e vengono completate le procedure legali per la sua giurisdizione, finché la NAHF non viene ufficialmente fondata il 22 settembre 2006.
Il 14 agosto 2007 la NAHF lancia il progetto della Cyber Dokdo History Hall, un sito dedicato all'analisi a lungo termine delle questioni relative alle rocce di Liancourt (in coreano Dokdo) e all'attività di correzione degli errori di marcatura delle isole nel Mare orientale. Nel 2008 viene istituita la biblioteca della NAHF, nonché l'Istituto delle isole Dokdo. Il 30 settembre 2011 la fondazione pubblica per la prima volta la propria rivista accademica, chiamata Territorio e mari. Nel 2012 viene inaugurato il Museo di Dokdo a Seul, mentre nel 2013 parte il progetto per un'Accademia di storia dell'Asia nordorientale per stranieri. Nel corso degli anni, la NAHF è sottoposta a diverse riorganizzazioni e conduce numerose conferenze riguardanti la storia antica e moderna. Nel 2019 il Museo di Dokdo di Seul ha aperto uno spazio espositivo nella Stazione di Gwanghwamun. 
Il 28 dicembre 2020 Lee Young-ho, professore di storia emerito dell'Università di Inha, viene nominato sesto presidente della fondazione.

## Operato
La Northeast Asian History Foundation è un'organizzazione finanziata dal governo il cui scopo è condurre ricerche sulla storia coreana e collaborare con Cina e Giappone per risolvere le distorsioni storiche operate dai due Paesi. Le attività di ricerca si concentrano, tra le altre cose, sulla storia antica dell'Asia nordorientale, in particolare sui regni di Goguryeo e Balhae, e sulle rocce di Liancourt, nonché sul fornire una risposta alla visione che gli Stati confinanti hanno della Corea. Altre questioni storiche affrontate dall'organizzazione sono la controversia sul santuario Yasukuni, il problema della denominazione del Mare orientale, la disputa riguardante le "donne di conforto", e la correzione dei manuali di storia giapponesi e cinesi nell'ambito della trattazione della storia coreana.